# Escala de Kolmogorov
Escalas ou microescalas de Kolmogorov  são as menores escalas em fluxo turbulento. Fisicamente, são a menor escala que pode existir sem que seja a transmissão de energia (na forma de energia cinética, por transferência de momento) destruída (perturbada) pela viscosidade.
A microescala de Kolmogorov não muda muito com a variação do número de Reynolds.
Elas são definidas por
| Escala de Kolmogorov de comprimento | {\displaystyle \eta =\left({\frac {\nu ^{3}}{\epsilon }}\right)^{1/4}}     |
| Escala de Kolmogorov de tempo       | {\displaystyle \tau _{\eta }=\left({\frac {\nu }{\epsilon }}\right)^{1/2}} |
| Escala de Kolmogorov de velocidade  | {\displaystyle u_{\eta }=\left(\nu \epsilon \right)^{1/4}}                 |

onde {\displaystyle \epsilon } é a taxa média de dissipação de energia por unidade de massa, e {\displaystyle \nu } é a viscosidade cinemática do fluido.
Em sua teoria de 1941, A. N. Kolmogorov introduziu a ideia que as menores escalas de turbulência são universais (similares para qualquer fluxo turbulento) e que elas dependem somente de {\displaystyle \epsilon } e {\displaystyle \nu }. As definições das microescalas de Kolmogorov podem ser obtidas usando esta ideia e análise dimensional. Dado que a dimensão da viscosidade cinemática é comprimento2/tempo, e a dimensão da taxa de dissipação de energia por unidade de massa é comprimento 2/tempo3, a única combinação que tem a dimensão de tempo é {\displaystyle \tau _{\eta }=(\nu /\epsilon )^{1/2}} a qual é a escala de tempo de Kolmorogov. Similarmente, a escala de comprimento de Kolmogorov é a única combinação de {\displaystyle \epsilon } e {\displaystyle \nu } que tem dimensão de comprimento.
A teoria de 1941 de Kolmogorov é uma teoria de campo médio devido a assumir que o parâmetro dinâmico relevante é a taxa média de dissipação de energia. Em turbulência de fluido, a taxa de dissipação de energia flutua no espaço e no tempo, assim é possível pensar nas microescalas como grandezas que também variam no espaço e no tempo. Contudo, a prática normal é usar os valores de campo médio, uma vez que representam os valores típicos das menores escalas em um dado fluxo.